# Raymond Smillie
Raymond Louis Nelson Smillie (ur. 18 stycznia 1904 w Toronto, zm. 21 kwietnia 1993 w Sault Ste. Marie w Ontario) – kanadyjski bokser, medalista olimpijski.
Smillie brał udział w Igrzyskach Olimpijskich w 1928 roku w Amsterdamie, gdzie uczestniczył w zawodach wagi półśredniej. Zdobył wówczas brązowy medal. W walce o brązowy medal pokonał Roberta Galatauda.